# کردهای سوریه
کردهای سوریه، بین ۱۰ تا ۱۵  درصد جمعیت کل سوریه تخمین زده‌می‌شوند، اما سازمان ملل متحد، جمعیت کردهای سوریه را حدود ۱۸٪ جمعیت سوریه اعلام کرده و نهادهای نزدیک به حزب کارگران کردستان نیز، این جمعیت را بیش از ۵ میلیون نفر اعلام کرده‌اند.
کردهای سوریه پیروی مذهب شافعی از مذاهب اهل‌سنت هستند. مذاهب کردی مانند «ایزدی‌ها» و «علوی‌گری» که برگرفته از «آیین‌های میترایی» هستند نیز هنوز رواج دارد. جمعیت ایزدی‌ها حدود ۵۰ هزار نفر، و جمعیت علوی‌های کرد نیز در حدود ۱۰۰۰هزار نفر برآورد شده‌است.
کردهای سوریه به گویش کرمانجی از زبان کردی سخن می‌گویند.

## شرایط پس از پایان جنگ داخلی در سوریه
نیروهای کرد سوریه در زمان درگیری‌های داخلی سوریه «نیروهای سوریه دموکراتیک» نام داشتند.
با افزایش تهدیدهای ترکیه برای حمله به شمال سوریه، کُردهای این کشور تلاش کردند با وساطت روس‌ها و …، ضمن تعریف خود در قالب حکومت آیندهٔ سوریه، نوعی از «خودگردانی» را کسب کنند.